# Mediterráneo (película de 2021)
Mediterráneo es una película española de 2021 dirigida por Marcel Barrena. Está protagonizada por Eduard Fernández, Dani Rovira, Anna Castillo, Àlex Monner y Sergi López, entre otros. Trata de unos socorristas que viajan hasta Lesbos para ayudar a los refugiados que cruzan el Mar Mediterráneo, viendo el nacimiento de la Proactiva Open Arms por el socorrista Òscar Camps.

## Sinopsis
Otoño 2015. Dos socorristas, Òscar (Eduard Fernández) y Gerard (Dani Rovira), viajan hasta Lesbos (Grecia) impactados por la fotografía de un niño ahogado en las aguas del Mediterráneo. Al llegar descubren una realidad sobrecogedora: miles de personas arriesgan su vida cada día cruzando el mar en precarias embarcaciones y huyendo de conflictos armados. Sin embargo, nadie ejerce labores de rescate. Junto a Esther (Anna Castillo), Nico (Sergi López) y otros miembros del equipo, lucharán por cumplir un cometido, dando apoyo a los miles de personas que lo necesitan. Para todos ellos, este viaje inicial supondrá una odisea que cambiará sus vidas. 

## Reparto
- Eduard Fernández como Òscar Camps
- Dani Rovira como Gerard Canals
- Anna Castillo como Esther Camps
- Sergi López como Nico
- Àlex Monner como Santi Palacios
- Melika Foroutan como Rasha
- Giota Festa como Nora
- Patricia López Arnaiz como Laura Lanuza
- Yiannis Niarros como Loukas
- Stathis Stamoulakatos como Stratos
- Vassilis Bisbikis como Masouras
- Constantin Symsiris como Mochilero

## Producción
La película fue producida por Lastor Media, Fasten Films, Arcadia Motion Pictures, Cados Produccions y Heretic, con participación de RTVE, Movistar+ y TVC, con financiamiento de la ICAA y el ICEC y apoyo del Programa Creativo MEDIA de Europa. La película fue dirigida por Marcel Barrena, el guion fue escrito por Barrena junto a Danielle Schleif y Kiko de la Rica fue el director de fotografía. La música fue compuesta por Arnau Bataller.
El rodaje el 4 de setiembre. Después de 8 semanas de rodaje, en Barcelona y Grecia, la filmación terminó el 26 de octubre de 2020.

## Estreno
El tráiler de la película fue lanzado en agosto de 2021, con el anuncio de que su estreno en cines sería para el 1 de octubre de 2021. Mediterráneo fue distribuida por DeAPlaneta.

## Recepción
La película entró en la lista de películas españolas para ser nominadas a los Premios Oscar, junto a Madres Paralelas de Pedro Almodóvar y El Buen Patrón de Fernando León de Aranoa. El 5 de octubre, se anunció que la El Buen Patrón fue la seleccionada.
Mediterráneo se estrena el 1 de octubre en España, en plena pandemia pero con éxito de crítica, tras su premiere fuera de competición en el Festival de San Sebastián. Gana el Festival de Roma y, apoyado por personalidades de primer nivel político, social, cultural y deportivo, logra 7 nominaciones a los Goya, incluyendo Mejor Película, 10 a los Gaudí, incluyendo Mejor Película, y 3 a los Forqué, incluyendo Mejor Película, algo que solo logran las tres películas preseleccionadas en los Oscar.
El film, así como 100 metros, logra transcender lo cinematográfico y logra premios solidarios como la Medalla Platino CEC y varios premios del público, como en Roma, Ourense... La premiere americana es en el Festival de Miami, tras exhibirse en otros muchos festivales del mundo, como en Thessalonika, RamDam...

## Premios y nominaciones
Premios Goya. Nominada a 7 Goyas, incluyendo Mejor Película.
3 Goya: Mejor Fotografía, Canción y Diseño de producción.
4 Gaudí: Premio del Público, Música, Diseño de producción y Efectos visuales.
Platino Award a la Mejor Fotografía.
Medalla CECC a la Educación en Valores.
Boulder Film Festival: Mejor Película
Rome International Film Festival: Mejor Película.
Premios Forqué: Nominada a Mejor Película, Actor y Película en Valores.
Más de 20 premios internacionales.
77.ª edición de las Medallas del Círculo de Escritores Cinematográficos
| Categoría                                         | Película                                          | Resultado |
| ------------------------------------------------- | ------------------------------------------------- | --------- |
| Mejor actor                                       | Eduard Fernández                                  | Nominado  |
| Medalla Platino Educa de la Solidaridad (ficción) | Medalla Platino Educa de la Solidaridad (ficción) | Ganadora  |